# Олджинате
Олджина̀те (на италиански: Olginate, на западноломбардски: Ulginàa, Улджинаа) е градче и община в Северна Италия, провинция Леко, регион Ломбардия. Разположено е на 200 m надморска височина. Населението на общината е 7160 души (към 2014 г.).